# Johann Paul von Westhoff
Johann Paul von Westhoff (Dresda, 1656 – Weimar, 17 aprile 1705) è stato un compositore e violinista tedesco del periodo barocco.
Fu, insieme a Biber e Johann Jakob Walther tra i migliori violinisti dell'Europa di lingua tedesca. Viaggiò in Italia, in Francia, nel Regno d'Ungheria, nelle Province Unite e fu assunto alla corte imperiale di Vienna. Lavorando per lungo tempo presso la cappella di corte di Dresda insieme al più anziano Walther, ne rimase fortemente influenzato.
A partire dal 1671, divenne maestro di cappella dei principi di Sassonia, Giovanni Giorgio e Federico Augusto.
Westhoff frequentò la corte sassone di Weimar nello stesso periodo di Johann Sebastian Bach. Le Sonate per violino senza basso composte nel 1696 da Westhoff precedettero in modo significativo le Sonate e partite per violino solo che Bach avrebbe scritto solo 24 anni più tardi, nel 1720.